# Cuy-Saint-Fiacre
Cuy-Saint-Fiacre ist eine französische Gemeinde mit 631 Einwohnern (Stand: 1. Januar 2022) im Département Seine-Maritime in der Region Normandie. Sie gehört zum Arrondissement Dieppe und ist Teil des Kantons Gournay-en-Bray. 

## Geographie
Cuy-Saint-Fiacre liegt etwa 80 Kilometer nordnordwestlich von Paris am Ufer des Flusses Epte. Umgeben wird Cuy-Saint-Fiacre von den Nachbargemeinden Dampierre-en-Bray im Norden und Nordwesten, Gancourt-Saint-Étienne im Norden und Nordosten, Molagnies im Osten, Saint-Quentin-des-Prés im Osten und Südosten, Gournay-en-Bray im Süden und Südosten, Elbeuf-en-Bray im Süden und Südwesten sowie Brémontier-Merval im Westen.

## Bevölkerungsentwicklung
| Jahr                      | 1962 | 1968 | 1975 | 1982 | 1990 | 1999 | 2006 | 2012 |
| Einwohner                 | 373  | 381  | 352  | 436  | 535  | 531  | 623  | 641  |
| Quelle: Cassini und INSEE |      |      |      |      |      |      |      |      |

## Sehenswürdigkeiten

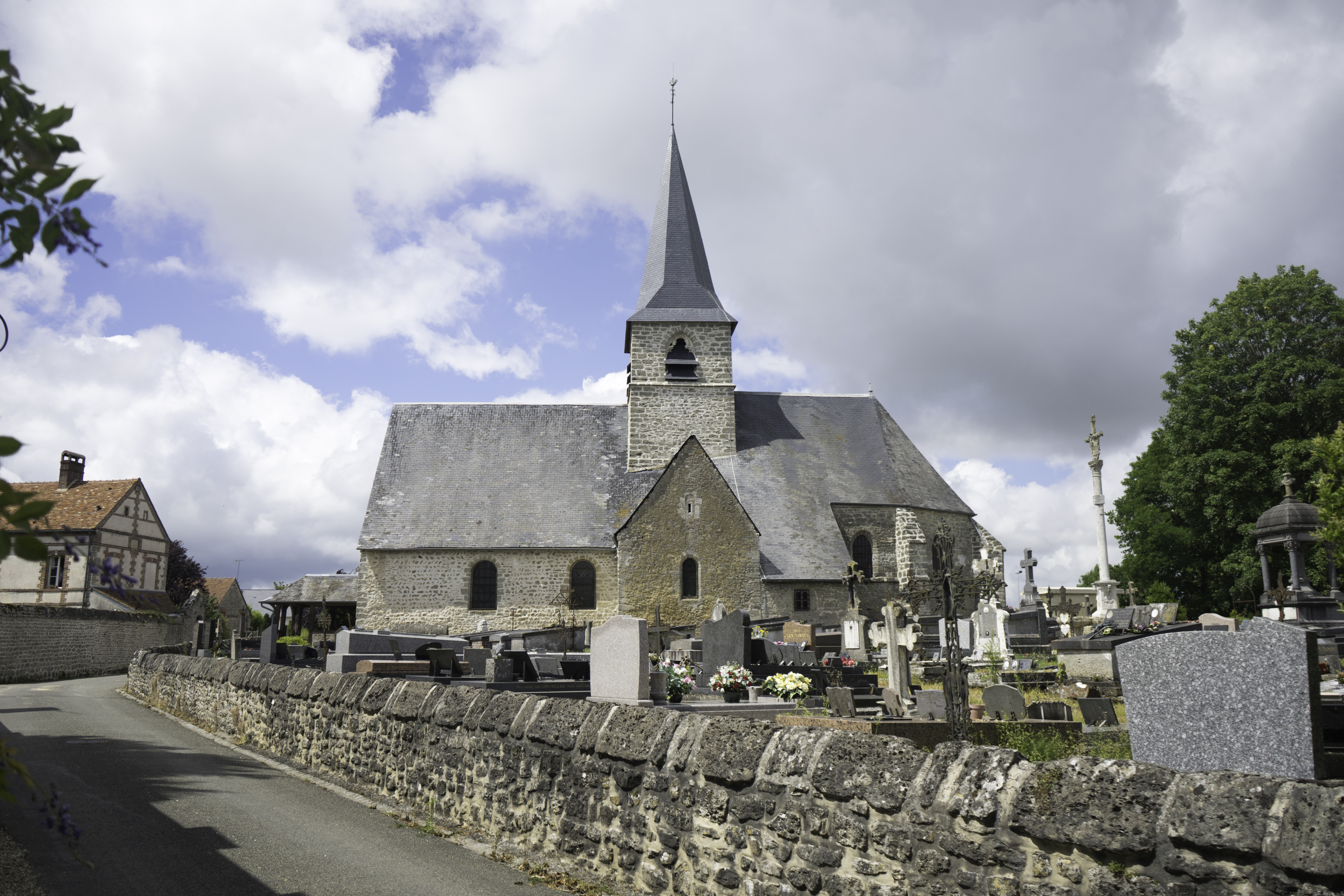
Kirche Saint-Martin

- Kirche Saint-Martin